# Atheris hispida
Az Atheris hispida Közép-Afrikában honos viperafaj. Mint minden más vipera, ez is mérgező. Rendkívül szálkás háti pikkelyeiről ismert, amelyek sörte megjelenést kölcsönöznek neki. Jelenleg egyetlen alfaj sem ismert.
Ennek a fajnak a hímjei maximálisan 73 cm-re nőnek: testük 58 cm, farka 15 cm. A nőstények maximális teljes hossza 58 cm. A hímek a nőstényekhez képest meglepően hosszúak és karcsúak. Végül az újszülöttek 15-17 cm-esek (Le conservatoire de KENNEL szerint).
A fej rövid orrú, a hímeknél inkább, mint a nőstényeknél. A szemek nagyok, körülöttük 9-16 körkörös pikkely található. A pályákat (szemeket) 7-9 skála választja el egymástól. Az orrlyuk olyan, mint egy rés, és két pikkely választja el a szemtől. A szemet és a supralabiálisokat egyetlen pikkelysor választja el. A supralabiálisok száma 7-10, ebből a negyedik megnagyobbodott. A testet megnyúlt, erősen hajlott háti pikkelyek borítják, amelyek egyedülálló „bozontos” megjelenést kölcsönöznek ennek az állatnak, amely szinte sörtéjű. A fej és a nyak körüli pikkelyek a leghosszabbak, hátrafelé csökkennek. Középtest, a háti pikkelyek 15-19 sorban vannak. 149-166 ventrális pikkely és 35-64 subcaudalis található. Az anális skála egyedülálló.